# Палестина Секунда
Палестина Секунда (лат. Palæstina Secunda, Палестина II, Палестина Вторая, Palaestina II) — провинция Восточной Римской империи, а затем — Византии на Ближнем Востоке.

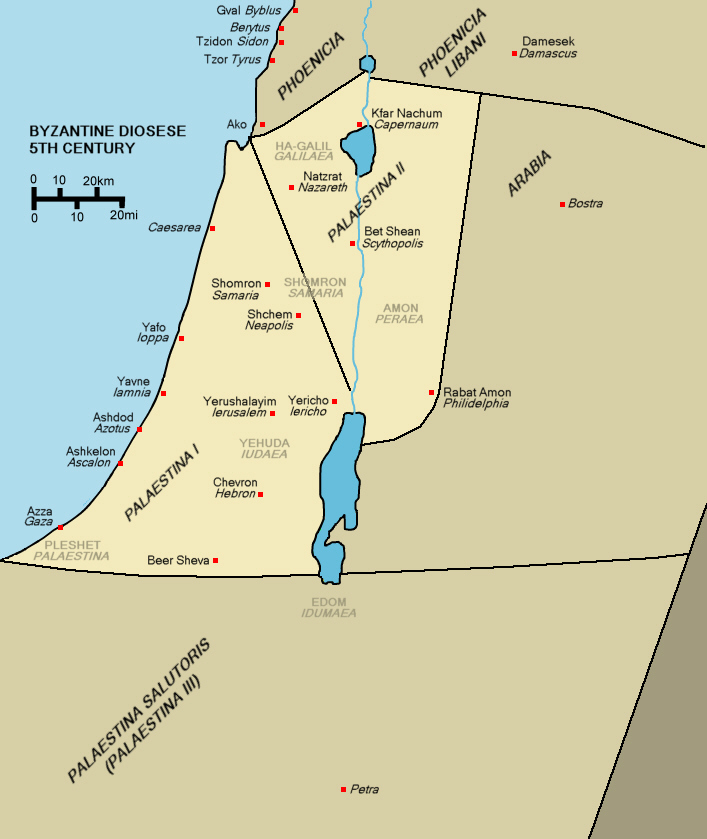
Византийская Палестина в V веке н. э.

В эпоху домината в ходе административных реформ императора Диоклетиана (284—305) провинция Палестина и ряд прилегающих территорий были разделены на провинции Палестина I, II и III. В Палестину Первую с центром в Кесарии была включена центральная часть территории страны с Иерусалимом, Иерихоном и Газой. Палестина Вторая с центром в Скифополе (ныне Бейт-Шеан) была сформирована из северных районов страны: Галилеи, части Самарии, Заиорданья, Иорданской и Изреельской долин. В Палестину Третью с центром в Петре вошли южные часть Иудейской пустыни и пространства между Мёртвым морем и заливом Акаба, населенные кочевниками. Провинции Палестина I, II и III вошли в Диоцез Восток, относившийся с конца III века к Восточной Римской империи, ставшей позднее Византией. Была создана митрополия Скифополя Иерусалимского патриархата.
В ходе Ирано-византийской войны (602—628) Палестина была оккупирована. В 628 году император Ираклий I одержал победу над государством Сасанидов. К 630 году персы вывели свои гарнизоны из Палестины.
С 634 года Палестина подверглась арабским завоеваниям. В июле 634 года византийская армия была разбита при Аджнадайне. В конце 634 года новая византийская армия вошла в Иорданскую долину у Скифополя. В январе 635 года византийская армия была разбита при Пелле (Фихле). Весной 636 года новая византийская армия вытеснила арабов из Персии, но в августе 636 года потерпела поражение в битве при Ярмуке.
К 640 году Палестина вошла в состав Арабского халифата в составе двух военных округов («джундов») — Джунд-Филастын и Джунд-Урдун. Округ Джунд-Урдун («Иордан», «иорданский» соответствовал Палестине II. Столицей округа Джунд-Урдун стал Фихль (Пелла).